# Afstirós katállilo
Pour plus de détails, voir Fiche technique et Distribution.
Afstirós katállilo (grec moderne : Αυστηρώς Κατάλληλο) est un film grec réalisé par Michalis Reppas et Thanasis Papathanasiou et sorti en 2008.
Le titre du film est un jeu de mots avec afstiros akatallilo (strictement déconseillé), le terme utilisé dans le cinéma grec pour désigner les films classés X. Ici, le titre pourrait donc se traduire par « strictement conseillé ».

## Synopsis
Deux jeunes réalisateurs cherchent un financement pour tourner un film, La Fin de la passion, inspiré des destins d'Anna Karénine, Phèdre et Madame Bovary. Ils disposent d'une petite aide de la communauté européenne. Un producteur les contacte. Ancien roi du porno grec dans les années 1970, il veut relancer sa carrière et celle de sa petite amie, ancienne star de la profession. Ils parviennent à un accord : deux versions du film seront tournées : la version pornographique le matin et la version « poétique » l'après-midi, en utilisant les mêmes décors. Très vite, les deux équipes et troupes d'acteurs se croisent, alors que ce n'était pas prévu. Conflits et rencontrent se multiplient. La confusion s'ensuit, jusqu'au moment du montage où les deux films ne sont pas montés séparément, mais mélangés. Cette version fait un triomphe au festival de Cannes.

## Fiche technique
- Titre : Afstiros katallilo
- Titre original : grec moderne : Αυστηρώς Κατάλληλο
- Réalisation : Michalis Reppas et Thanasis Papathanasiou
- Scénario : Michalis Reppas et Thanasis Papathanasiou
- Direction artistique : Paris Karagiorgos
- Décors : Antonis Daglidis
- Costumes : Evelyn Sioupi
- Photographie : Giorgos Mihelis
- Son :
- Montage : Ioanna Spiliopoulo
- Musique : Vasilis Ginos
- Société(s) de production : Mega Channel, Filmnet, Arktos, Audio Visual Enterprises, Lumad, Nova
- Société(s) de distribution : Audio Visual Enterprises
- Pays d'origine :  Grèce
- Langue : grec
- Format :  Couleurs, Dolby
- Genre : comédie
- Durée : 100 minutes
- Dates de sortie : 23 octobre 2008

## Distribution
- Odysseas Papaspiliopoulos
- Pigmalion Dadakaridis
- Penelope Pitsouli
- Dimitris Tzoumakis
- Dimitra Stogianni
- Aspasia Miliaraki